# Renée Estevez
Renée Estevez (* 2. April 1967 in New York City als Renée Pilar Estevez) ist eine US-amerikanische Filmschauspielerin mit irischen und galicischen Wurzeln. Sie ist die Tochter von Martin Sheen und die Schwester von Charlie Sheen. Sie behielt, anders als ihr Bruder, den Familiennamen bei und verwendet nicht den bekannteren Künstlernamen ihres Vaters. Ihre anderen Geschwister heißen Emilio und Ramon (ebenfalls Schauspieler).
Estevez ist seit 1997 mit dem Golfer Jason Thomas Federico verheiratet.

## Filmografie (Auswahl)
- 1987: Lethal Weapon – Zwei stahlharte Profis (Lethal Weapon) (nicht im Abspann)
- 1988: Maybe Baby – Am Anfang war der Klapperstorch (For Keeps?)
- 1988: Das Camp des Grauens 2 (Sleepaway Camp II: Unhappy Campers)
- 1988: Heathers
- 1989: Bloodnight (Intruder)
- 1989: Forbidden Sun
- 1990: Moon 44 (nicht im Abspann)
- 1993: Deadfall
- 1993: Angel on the Run
- 1993: Paper Hearts
- 1994: Endangered
- 1995: Leoparden in Gefahr (Running Wild)
- 1996: The War at Home
- 1997: Loose Women
- 1998: Scar – Ohne Gesetz (Scar City)
- 1998: Addams Family – Und die lieben Verwandten (Addams Family Reunion, Fernsehfilm)
- 1998: Storm
- 1999–2006: The West Wing – Im Zentrum der Macht (The West Wing, Fernsehserie, 43 Folgen)
- 1999: A Stranger in the Kingdom
- 2000; 2001: JAG – Im Auftrag der Ehre (JAG, Fernsehserie, 2 Folgen)
- 2001: Good Advice
- 2010: Dein Weg (The Way)